# Universal Power Adapter for Mobile Devices
El Universal Power Adapter for Mobile Devices, abreviadamente UPAMD y traducido del inglés como Adaptador de Corriente Universal para Dispositivos Móviles, es un grupo de trabajo IEEE de estándares de fuentes de alimentación.

## Historia
La Asociación de Estándares Instituto de Ingenieros Eléctricos y Electrónicos (IEEE) aprobó el grupo de trabajo del adaptador de corriente universal para dispositivos móviles el 17 de junio de 2010.  Patrocinado por el Comité de Estándares de Microprocesadores de la Sociedad de Ordenadores de IEEE, se le dio el número de proyecto 1823. Esto significa que los proyectos de normas se conocerán como "P1823", sin la "P" y remplazada con un guion y el año cuando se ratifique la propuesta.
La norma define un adaptador de corriente para los dispositivos de corriente entre 10W y 130W. El nuevo conector (que no será igual a ninguno de los actualmente existentes) se ha planeado que pueda ser utilizado por lo menos diez años con múltiples marcas y modelos. Esto ayudará a que los dispositivos móviles, las tabletas, los ordenadores portátiles, muchos dispositivos de electrónica de consumo, los dispositivos corporativos como los conmutadores / concentradores Ethernet y los routers Wi-Fi puedan utilizar el mismo adaptador de corriente. Esta especificación define una vida útil mínima del adaptador, con lo que se espera reducir los residuos. Esta especificación define un canal de comunicación entre el dispositivo y el adaptador para negociar los requerimientos y oferta.